# Blacus convexus
Blacus convexus är en stekelart som beskrevs av Van Achterberg 1976. Blacus convexus ingår i släktet Blacus, och familjen bracksteklar. Inga underarter finns listade.